# 通比
通比（德語：Thumby）是德国石勒苏益格－荷尔斯泰因州的一个市镇。总面积27.39平方公里，总人口454人，其中男性220人，女性234人（2011年12月31日），人口密度17人/平方公里。